# کریس بتنی
کریس بتنی (انگلیسی: Chris Bettney؛ زادهٔ ۲۷ اکتبر ۱۹۷۷) بازیکن فوتبال اهل بریتانیا است.
از باشگاه‌هایی که در آن بازی کرده‌است می‌توان به باشگاه فوتبال برافورد پارک آونیو، باشگاه فوتبال هال سیتی، باشگاه فوتبال مکلسفیلد تاون، باشگاه فوتبال شفیلد یونایتد، باشگاه فوتبال چسترفیلد، باشگاه فوتبال روچدیل، باشگاه فوتبال هروگیت تاون، باشگاه فوتبال آلفرتون تاون، باشگاه فوتبال وورکساپ تاون، باشگاه فوتبال استاولی مینرز ولفار، و باشگاه فوتبال ایلکستون اشاره کرد.